# Hrabstwo Wyoming (Wirginia Zachodnia)
Hrabstwo Wyoming (ang. Wyoming County) – hrabstwo w stanie Wirginia Zachodnia w Stanach Zjednoczonych. Obszar całkowity hrabstwa obejmuje powierzchnię 501,82 mil² (1299,71 km²). Według szacunków United States Census Bureau w roku 2010 miało 23 796 mieszkańców.
Hrabstwo powstało w 1850 roku.

## Miasta
- Mullens
- Oceana
- Pineville[4]

## CDP

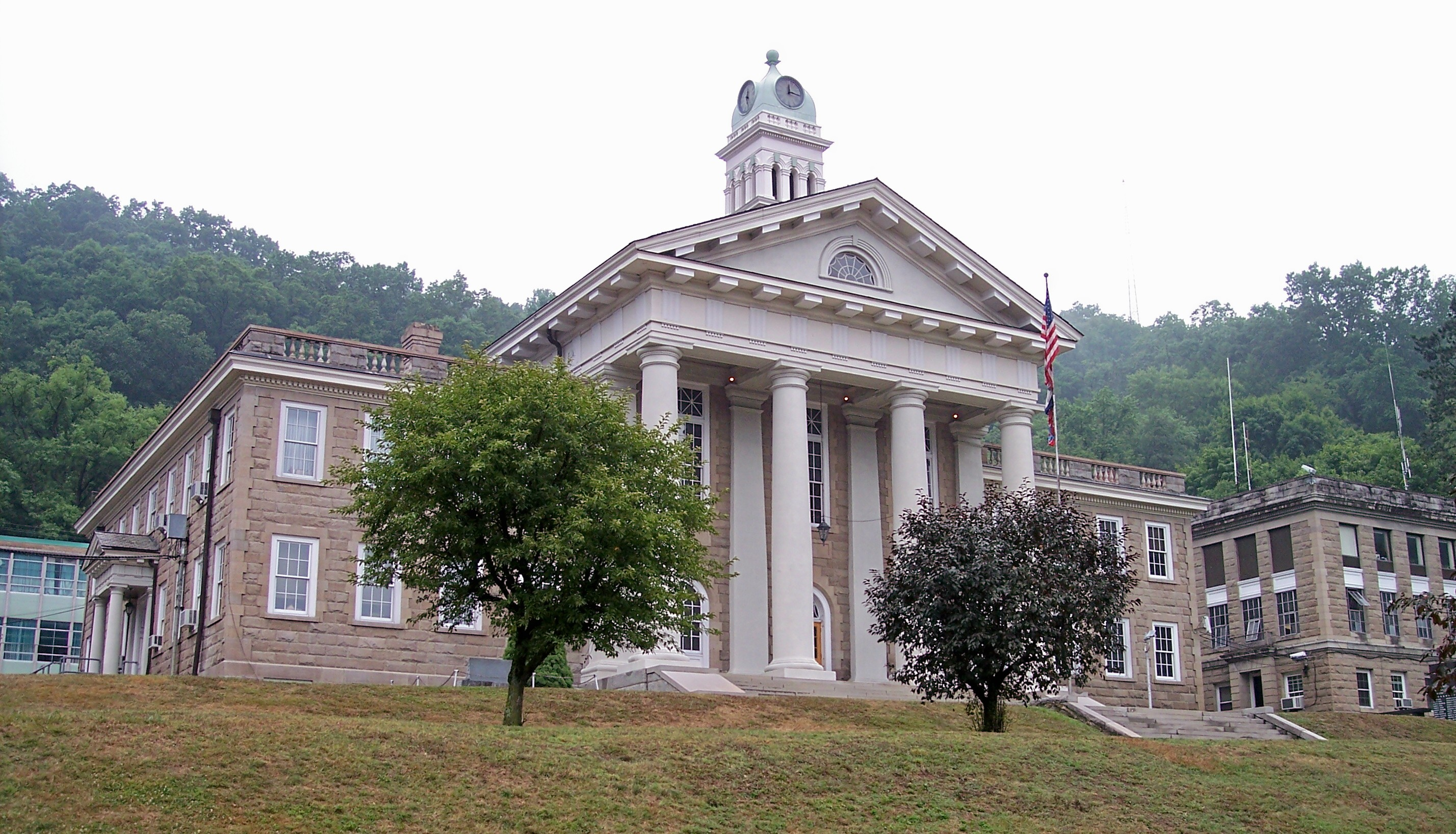
Budynek administracji (courthouse) w Pineville

- Brenton
- Bud
- Corinne
- Covel
- Glen Fork
- Itmann
- Kopperston
- Matheny
- New Richmond[4]

| Populacja hrabstwa w poprzednich latach | Populacja hrabstwa w poprzednich latach |
| Rok                                     | Liczba ludności                         |
| --------------------------------------- | --------------------------------------- |
| 1980                                    | 35 850                                  |
| 1990                                    | 28 990                                  |
| 2000                                    | 25 708                                  |
| 2010                                    | 23 796                                  |